# العلاقات السنغالية الأمريكية
العلاقات السنغالية الأمريكية هي العلاقات الثنائية التي تجمع بين السنغال والولايات المتحدة.

## مقارنة بين البلدين
هذه مقارنة عامة ومرجعية للدولتين:
| وجه المقارنة                                              | السنغال                                              | الولايات المتحدة                                                                                                  |
| --------------------------------------------------------- | ---------------------------------------------------- | --- |
| المساحة (كم2)                                             | 196.72 ألف                                           | 9.83 مليون |
| عدد السكان (نسمة)                                         | 15.85 مليون                                          | 311.58 مليون |
| الكثافة السكانية (ن./كم²)                                 | 80.57                                                | 31.7 |
| العاصمة                                                   | داكار                                                | واشنطن العاصمة |
| اللغة الرسمية                                             | لغة فرنسية، اللغة الولوفية، باديارا ‏، اللغة البلنتية | لغة إنجليزية |
| العملة                                                    | فرنك غرب أفريقي                                      | دولار أمريكي |
| الناتج المحلي الإجمالي (بليون دولار)                      | 16.37 مليار                                          | 19.39 تريليون |
| الناتج المحلي الإجمالي (تعادل القوة الشرائية) بليون دولار | 36.62 مليار                                          | 18.04 تريليون |
| الناتج المحلي الإجمالي الاسمي للفرد دولار أمريكي          | 899                                                  | 56.12 ألف |
| الناتج المحلي الإجمالي للفرد دولار أمريكي                 | 2.33 ألف                                             | 54.63 ألف |
| مؤشر التنمية البشرية                                      | 0.466                                                | 0.920 |
| رمز المكالمات الدولي                                      | +221                                                 | +1 |
| رمز الإنترنت                                              | .sn                                                  | .us، حكومة، .mil، Edu.                                                                                            |
| المنطقة الزمنية                                           | 00                                                   | توقيت ساموا الأمريكية، توقيت أطلنطي موحد، منطقة زمنية وسطى، توقيت ألاسكا ‏، المنطقة الزمنية الجبلية، توقيت تشامرو ‏ |

## مدن متوأمة
في ما يلي قائمة باتفاقيات التوأمة بين مدن سنغالية وأمريكية:
- ترتبط Joal-Fadiouth [الإنجليزية]‏ مع بيكر باتفاقية توأمة.
- ترتبط زيغينشور مع مقاطعة برينس جورج باتفاقية توأمة.
- ترتبط سانت لويس مع سانت لويس باتفاقية توأمة منذ 1981.
- ترتبط جزيرة غوريه مع بورتسموث باتفاقية توأمة.
- ترتبط داكار مع واشنطن العاصمة باتفاقية توأمة منذ 23 أبريل 1974.
- ترتبط كاولاك مع ممفيس باتفاقية توأمة.

## منظمات دولية مشتركة
يشترك البلدان في عضوية مجموعة من المنظمات الدولية، منها:
| علم المنظمة | اسم المنظمة                               | تاريخ انضمام السنغال | تاريخ انضمام الولايات المتحدة |
| ----------- | ----------------------------------------- | -------------------- | ----------------------------- |
|             | وكالة ضمان الاستثمار متعدد الأطراف        | 12 أبريل 1988        | 12 أبريل 1988                 |
|             | الاتحاد الدولي للاتصالات                  | 15 نوفمبر 1960       | 1 يوليو 1908                  |
|             | يونسكو                                    | 10 نوفمبر 1960       | 4 نوفمبر 1946                 |
|             | البنك الإفريقي للتنمية                    | ?                    | ?                             |
|             | الأمم المتحدة                             | 28 سبتمبر 1960       | 24 أكتوبر 1945                |
|             | المركز الدولي لتسوية المنازعات الاستشارية | 21 مايو 1967         | 14 أكتوبر 1966                |
|             | البنك الدولي للإنشاء والتعمير             | 31 أغسطس 1962        | 27 ديسمبر 1945                |
|             | مؤسسة التمويل الدولية                     | 31 أغسطس 1962        | 20 يوليو 1956                 |
|             | منظمة الشرطة الجنائية الدولية             | ?                    | ?                             |
|             | مؤسسة التنمية الدولية                     | 31 أغسطس 1962        | 24 سبتمبر 1960                |
|             | الاتحاد البريدي العالمي                   | ?                    | ?                             |
|             | منظمة حظر الأسلحة الكيميائية              | ?                    | ?                             |
|             | الفريق المعني برصد الأرض                  | ?                    | ?                             |
|             | منظمة التجارة العالمية                    | ?                    | ?                             |

## أعلام
هذه قائمة لبعض الشخصيات التي تربطها علاقات بالبلدين:
- أمادو ديا (لاعب كرة قدم فرنسي، 8 يونيو 1993[25] – )
- إيرا ألدرايدج (24 يوليو 1807[26][27] – 7 أغسطس 1867[28])
- إيسا راي (12 يناير 1985 – )
- إيكون (16 أبريل 1973 – )
- جابوري سيديبي (ممثلة أمريكية، 6 مايو 1983 – )
- جورج لويس (موسيقي أمريكي، 13 يوليو 1900[29][30][31] – 31 ديسمبر 1968[29][30][31])
- جورج نيانغ (لاعب كرة سلة أمريكي، 17 يونيو 1993 – )
- عمر بن سعيد (1770[32][33][34] – 1864[32][33][34])
- فيليس ويتلي (شاعرة أمريكية، 8 مايو 1753[35] – 5 ديسمبر 1784[35][36][37])
- لينا هورن (30 يونيو 1917[38][39][40] – 5 مايو 2010[40])
- ماي جيميسون (17 أكتوبر 1956[41][42][43] – )
- ناز (14 سبتمبر 1973[44] – )

## وصلات خارجية
- موقع وزارة الخارجية السنغالية
- موقع وزارة الخارجية الأمريكية